# سوق تراجان

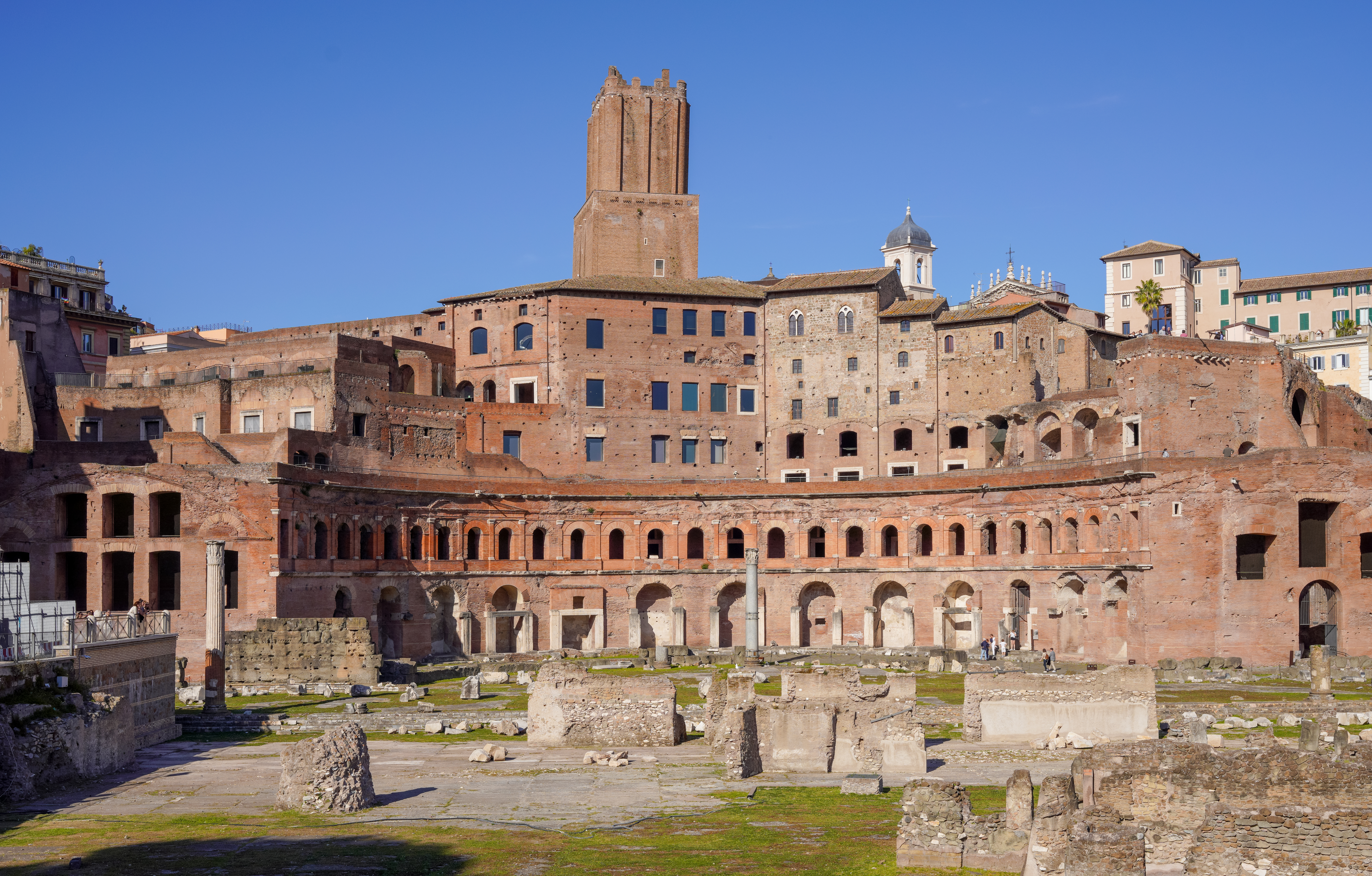
سوق تراجان 2022

سوق تراجان من المعالم الأثرية في مدينة روما، موقعه ليس ببعيد من الكولوسيوم، تم بنائه بين عامي 100-110م.
تقدم المباني والهياكل نموذجا للحياة الحية في العاصمة الرومانية . بالإضافة لأنه يعد أقدم مركز للتسوق في العالم، ولكن الآن يعتقد الكثيرون بأن محال تراجان التجارية كانت مكاتب إدارية لإمبراطورية تراجان.
يقدر بناء السوق في تراجان بين عامي 100-110 م من قبل أبولودور الدمشقي، هو المعماري الذي تابع تراجان دائماً في مغامراته وخطط له المجمع الذي افتتح عام 113 م، وأثناء العصور الوسطى تحول المجمع بإضافة الأدوار والتي لا تزال مرئية لليوم، وعناصر دفاعية مثل برج الميليشيات [الإنجليزية] والتي بنيت في عام 1200 م.

## معرض صور

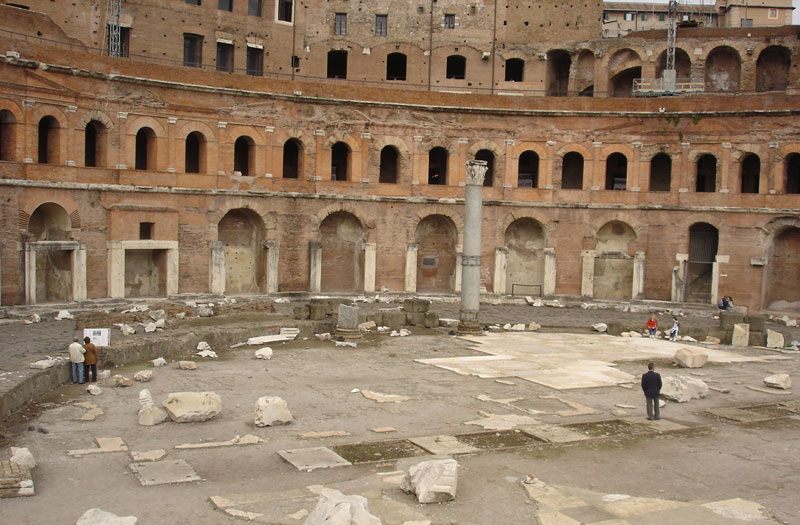
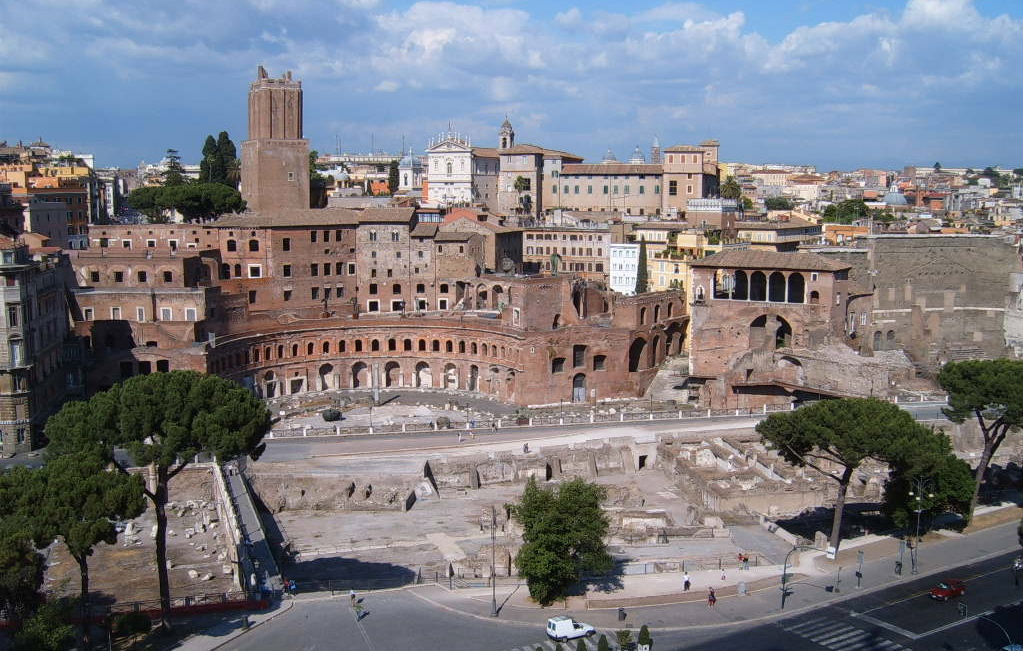
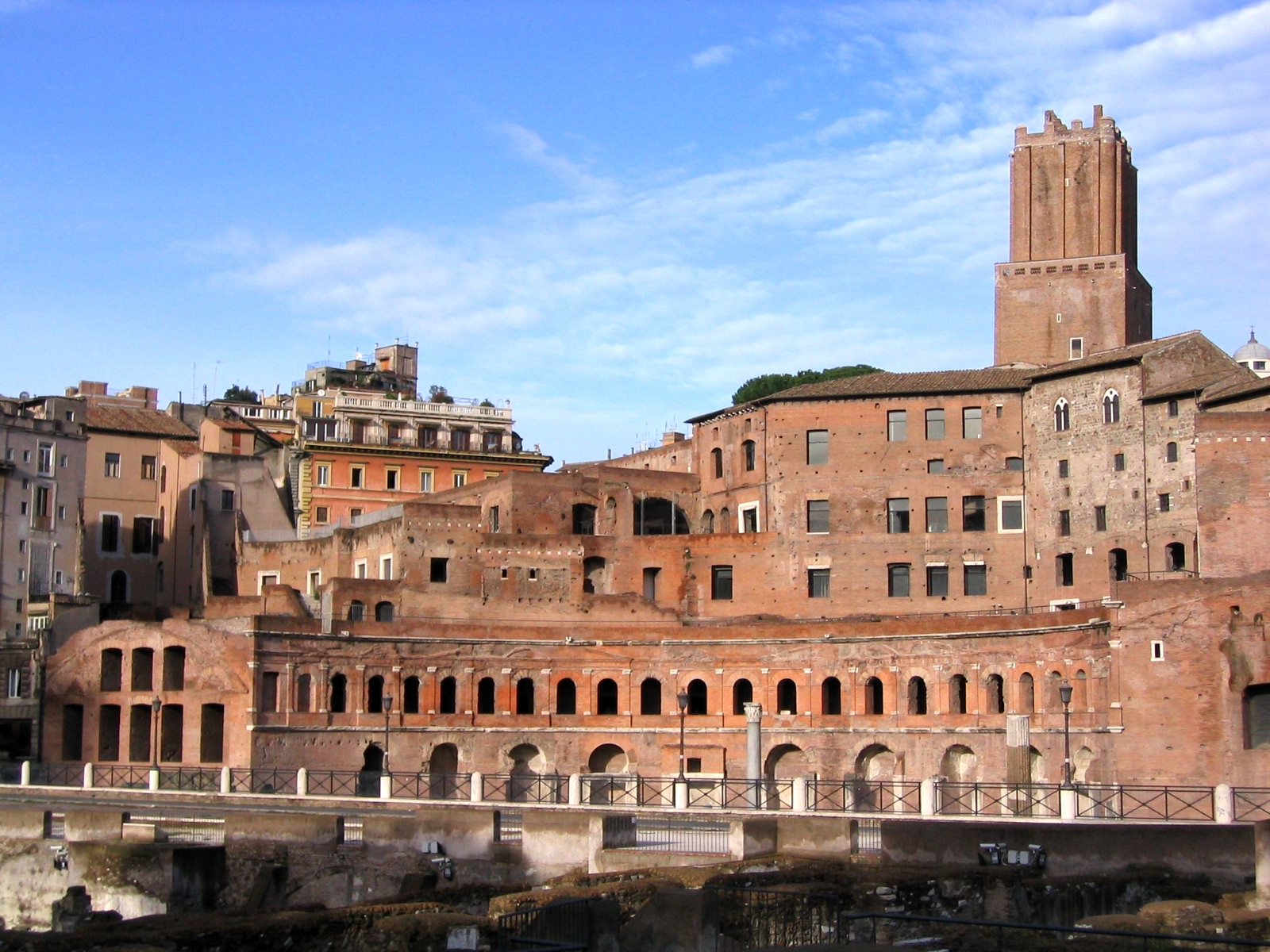
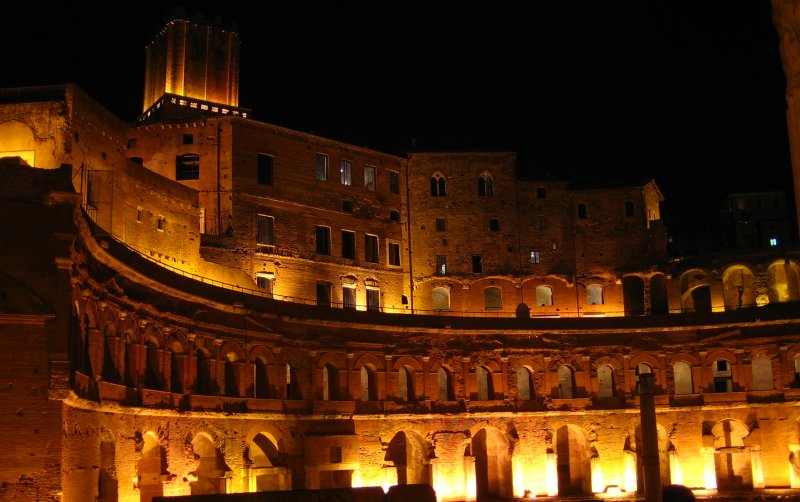